# Snovske, Snovsk
Snovske (în ucraineană Сновське) este localitatea de reședință a comunei Snovske din raionul Snovsk, regiunea Cernihiv, Ucraina.

## Demografie
Componența lingvistică a localității Snovske
     Ucraineană (97,7%)
     Rusă (2,3%)
Conform recensământului din 2001, majoritatea populației localității Snovske era vorbitoare de ucraineană (97,7%), existând în minoritate și vorbitori de rusă (2,3%).